# 19 f.Kr.
19 f.Kr. var ett normalår som började en onsdag i den proleptiska julianska kalendern, men i verkligheten antingen ett normalår som började en torsdag, fredag eller lördag, eller ett skottår som började en torsdag eller fredag i den julianska kalendern (se skottårsfelet i den julianska kalendern för mer information).

## Händelser

### Efter plats

#### Romerska riket
- Den romerske generalen Marcus Agrippa färdigställer Aqua Virgo-akvedukten.
- Den sista delen av Spanien hamnar under romerskt styre.
- Herodes den store börjar återuppbygga Jerusalems tempel.

## Födda
- Vipsania Julia, dotter till Marcus Vipsanius Agrippa och Julia d.ä.

## Avlidna
- Publius Vergilius Maro, romersk poet (född 70 f.Kr.)
- Albius Tibullus, romersk poet (född 54 f.Kr.)